# Nemoricantor maculatus
Nemoricantor maculatus är en insektsart som beskrevs av Andrej Vasiljevitj Gorochov 2007. Nemoricantor maculatus ingår i släktet Nemoricantor och familjen syrsor.

## Underarter
Arten delas in i följande underarter:
- N. m. maculatus
- N. m. tuxtla